# Porte de Gravière

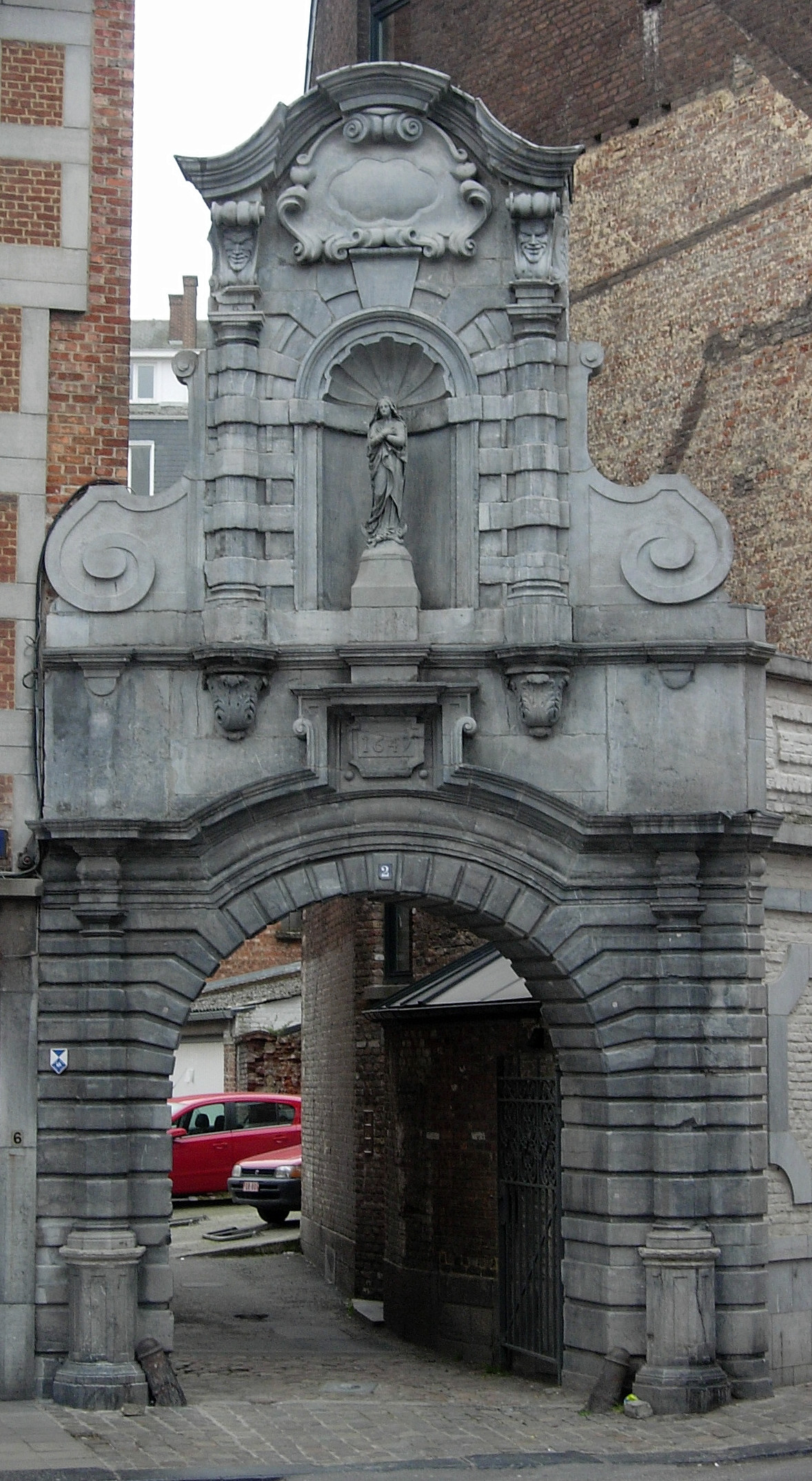
La porte de Gravière, à Namur

La porte de Gravière, se trouvant dans la rue homonyme du centre-ville de Namur (Belgique), est l’ancien portail d’entrée du refuge urbain des chanoines prémontrés de l’abbaye de Floreffe. De style baroque et édifiée en 1647 (comme l’indique le millésime à son fronton) elle est classée au patrimoine de Wallonie depuis 1951. 
Cet imposant portail est l’unique vestige de l’ancien couvent des prémontrés, construit par Charles de Séveri (abbé de Floreffe de 1641 à 1662) pour servir de refuge urbain aux chanoines de son abbaye, lorsque les guerres, pillages ou l’insécurité générale obligeait les religieux à quitter leur abbaye. Le couvent-refuge urbain de l’abbaye est déjà mentionné comme hostel de Floref sur une carte de 1575 de la ville de Namur. Au fil du temps, avec des altérations et de nouvelles constructions, le refuge devient un véritable hôtel de maître dont l’entrée, qui se trouvait sur la rue des Bouchers, est inversée pour se faire par (ce qui est aujourd’hui) la rue de Gravière. C’est alors que le portail monumental (qui comportait un étage) fut construit par l’abbé de Severi, avec le millésime 1647.  
Il ne reste rien de bâtiments de l’ancien refuge, et le porche est gravement endommagé lors du bombardement de Namur le 18 aout 1944. 

## Description
De pierre mosane bleue le portail baroque est surmonté du millésime 1647 et d’une niche abritant une Vierge Marie, copie de la statue originale de 1650, œuvre de Georges Hanicq : cette dernière a disparu. Des ailerons sont ajoutés à gauche et  droite de la niche lors de la restauration de 1953, pour remplacer le soutien que lui donnait l’étage disparu.
La porte de Gravière est classée au patrimoine de Wallonie depuis 1951, et est aujourd’hui purement décorative.